# Dir'iyah
Diriyah  (tiếng Ả Rập: الدرعية), trước đây được La Mã hóa là Dereyeh and Dariyya, là một thị trấn nằm ở ngoại ô phía tây của thủ đô Riyadh, Ả Rập Xê Út. Diriyah đã từng là thủ đô của Tiểu vương quốc Diriyah dưới triều đại Ả Rập đầu tiên từ 1744 đến 1818. Ngày nay, nó bao gồm nhiều ngôi làng như Al-'Uyayna, Jubayla, Al-Ammariyyah, và là thủ phủ của tỉnh Diriyah thuộc vùng Riyadh. Khu phố lịch sử Turaif là nơi đặt thủ đô đầu tiên của Ả Rập Xê Út nằm ở Diriyah được UNESCO công nhận là di sản thế giới năm 2010.

## Vị trí
Các tàn tích cổ của Diriyah nằm ở hai bên của thung lũng hẹp được gọi là Wadi Hanifa, chạy dài tiếp tục về phía nam qua hết vùng Riyadh và xa hơn nữa. Diriyah bao gồm rất nhiều các công trình kiến trúc bằng gạch bùn nằm tại ba khu phố Ghussaibah, Al-Mulaybeed và Turaif, trên những quả đồi nhìn ra thung lũng. Trong số đó, Turaif nằm tại vị trí cao nhất, thu hút nhiều khách du lịch nhất. Một phần của bức tường thành phố cổ chạy dọc theo các cạnh của thung lũng và cũng được làm bằng gạch bùn vẫn còn tồn tại cùng với một số tháp quan sát gần.
Đô thị mới được xây thấp hơn ở chân đồi của Turaif. Bên trong thung lũng về phía bắc của thị trấn là một số khu vườn, trang trại nhỏ, hàng cọ. Xa hơn nữa về phía bắc là đập Al-Ilb.

## Điểm tham quan chính
1. Cung điện Salwa: Cung điện này đã từng là dinh thự và ngôi nhà đầu tiên của Al Saud và là cung điện lớn nhất khu này.
2. Cung điện Saad bin Saud: Một trong số những cung điện lớn nhất khu này, nổi tiếng với khoảng sân rộng và chuồng ngựa.